# Kunststiftung Hohenkarpfen

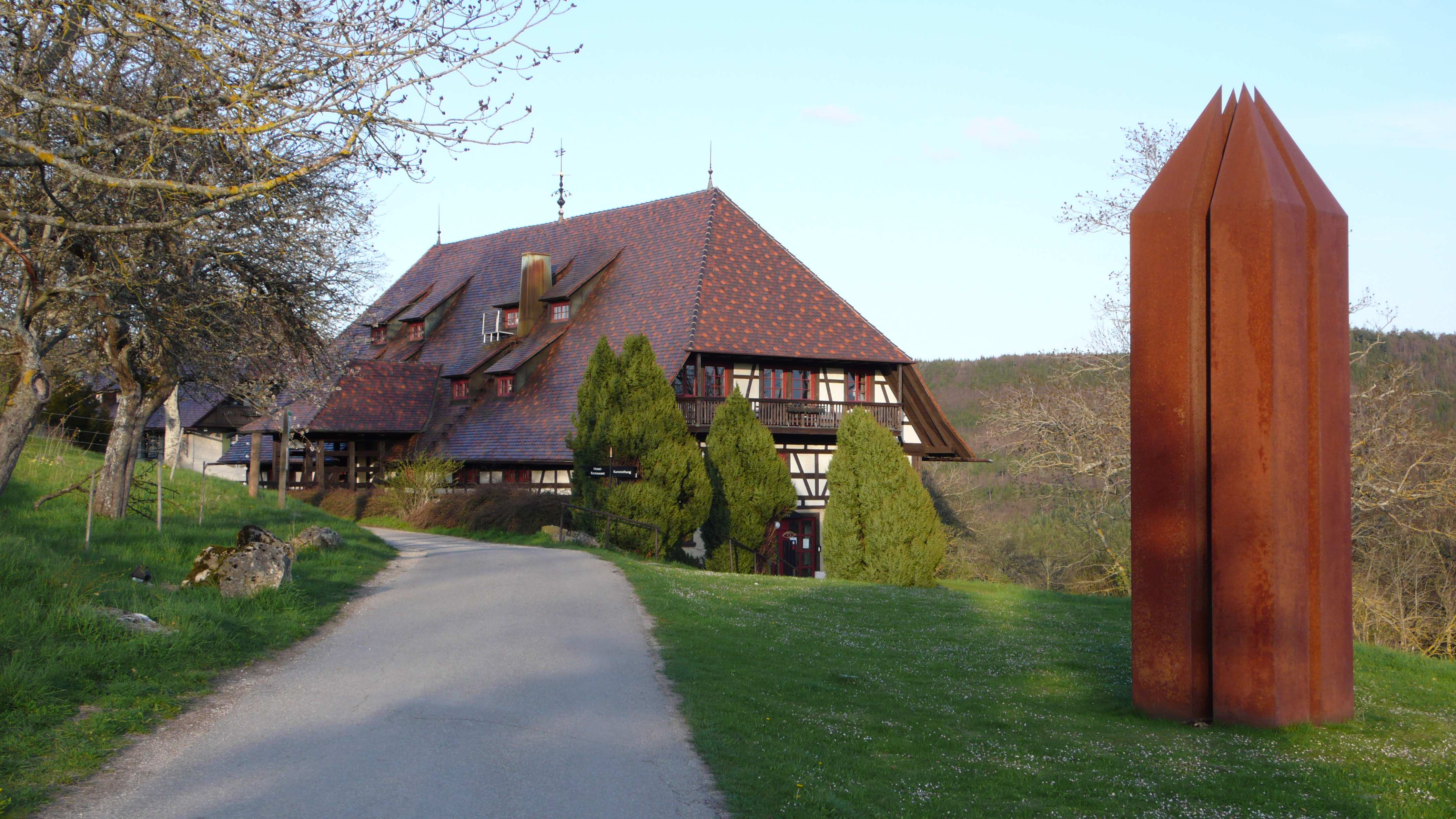
Kunstmuseum Hohenkarpfen mit Skulptur von Jürgen Knubben

Die Kunststiftung Hohenkarpfen ist eine in der Region Schwarzwald-Baar-Heuberg verankerte Kunststiftung und widmet sich neben allgemeinen kunsthistorischen Aufgaben schwerpunktmäßig der Pflege der südwestdeutschen Landschaftsmalerei.
Das von ihr getragene Kunstmuseum Hohenkarpfen, untergebracht in einem Ökonomiegebäude der ehemaligen württembergischen Herrschaftsverwaltung auf dem Hohenkarpfen, veranstaltet zu diesem Themenschwerpunkt regelmäßig zwei bis drei Ausstellungen pro Jahr, im Rahmen derer insbesondere auch stil- und schulbildende Absolventen der Kunstakademien in Stuttgart, Karlsruhe und München berücksichtigt werden, und die jährlich etwa 10.000 Besucher aufweisen können. Zu den ausgestellten Künstlern zählen beispielsweise Paul Kälberer, HAP Grieshaber, Otto Reiniger, Albert Kappis, Christian Landenberger, Peter Jakob Schober, Erwin Henning, Edmund Steppes, Franz Frank, August Babberger, Hermann Stenner, Julius Exter, Johann Baptist Kirner, Johann Baptist Pflug, Hans Purrmann, Emil Rudolf Weiß, Albert Weisgerber, Heinrich von Zügel, Hugo Troendle, Johann Wilhelm Schirmer, Hans Thoma, Adolf Hölzel, Hermann Pleuer und Rudolf Levy.
Die Stiftung wurde 1984 auf Initiative ihres langjährigen Vorstandsvorsitzenden Friedemann Maurer gegründet, das Kunstmuseum nahm 1986 seinen Ausstellungsbetrieb auf.
Im Bereich der kunsthistorischen Aufarbeitung der südwestdeutschen Landschaftsmalerei finden die Stiftung und das von ihr getragene Museum nationale und internationale Beachtung. Zuletzt erhielt die Stiftung den Stiftungspreis der Württembergischen Hypothekenbank für Kunst und Wissenschaft 2006 der Hypo Real Estate.
Die Stiftung vergibt nicht das Stipendium Hofgut Hohenkarpfen (seit 1996 mit dazugehörigem Symposium/Workshop), im Rahmen dessen regelmäßig Kunstinstallationen, Skulpturen und Plastiken im freien Gelände auf dem Hohenkarpfen erstellt werden, so etwa von Bernhard Luginbühl (2000) – dieses wird von Seiten des Hotels Hofgut Hohenkarpfen vergeben.